# ベン・リチャーズ
ベン・リチャーズ（Ben Richards、1964年 - ）は、イギリスの小説家、脚本家、テレビプロデューサー。
「Spooks」の主筆を務め、脚本家としても活躍中。
「Party Animals」「Outcasts」「COBRA」「Showtrial」を執筆・制作した。また、スカンジナビアの原作「The Bridge」から「The Tunnel」を制作し、ロバート・ガルブレイスの「Strike」シリーズの第1作「The Cuckoo's Calling」をBBC Oneで脚色している。

## 経歴
小説やテレビドラマを書く前は、ロンドンのニューアム区とイズリントン区で住宅担当官として3年間働いていた。ユニヴァーシティ・カレッジ・ロンドンの地理学部の研究生として、チリの公共住宅を1年間調査し、帰国後、博士論文のために「アンケートを分析する退屈さを軽減するため」最初の小説を書き始めた。バーミンガム大学、ユニバーシティ・カレッジ・ロンドンで講師を務め、南米を中心とした開発学を教えた。現在、専業作家。
小説は「Throwing the House out of the Window 」（1996）、「Don't Step on the Lines 」（1997）、「The Silver River 」（1999）、「A Sweetheart Deal 」（2001）、「The Mermaid and the Drunks」（2004）、「Confidence」（2006）がある。 また、2000年のNew Puritansアンソロジーにも寄稿している。
脚本家として、BBC（Spooks（邦題：MI-5 英国機密諜報部）、Party Animals）、ITV（The Fixer）、チャンネル4（No Angels）などで執筆している。また、英仏共同制作のテレビ犯罪ドラマシリーズ「THE TUNNEL」でも脚本を執筆している。

## 執筆映像作品
| 作品                             | 放映時期                      | 放映局                |
| -------------------------------- | ----------------------------- | --------------------- |
| Spooks 邦題：MI-5 英国機密諜報部 | 16話 (2003–2006、2008–2009年) | BBC One               |
| No Angels                        | 3話 (2004–2005年)             | Channel 4             |
| Party Animals                    | 6話 (2007年)                  | BBC Two               |
| The Fixer                        | 9話 (2008–2009年)             | ITV                   |
| Outcasts                         | 8話 (2011年)                  | BBC One               |
| THE TUNNEL                       | 12話 (2013-2016年)            | Sky Atlantic Canal+   |
| Fortitude                        | "Episode #1.7" (2015年)       | Sky Atlantic          |
| Strike 邦題：私立探偵ストライク  | 3話 (2017年)                  | BBC One HBO           |
| Cobra                            | 6話 (2020年-)                 | Sky One Altice Studio |
| Showtrial                        | 5話 (2021年)                  | BBC One               |